# Ashibetsu
Ashibetsu (芦別市 Ashibetsu-shi?, ainu: Aspet) este un municipiu din Japonia, prefectura Hokkaidō, subprefectura Sorachi.

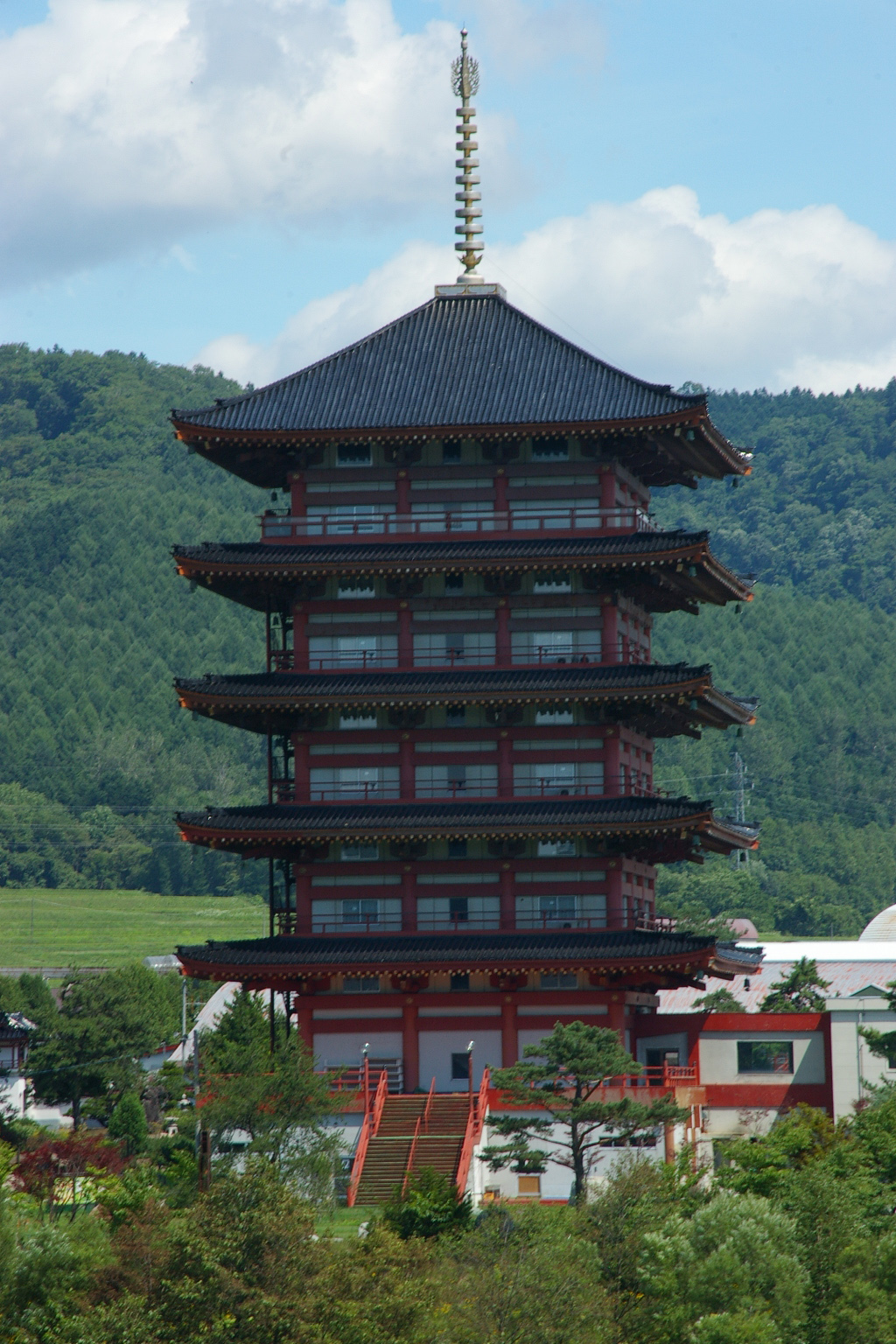
Pagodă

În 2007, populația era extimată la 18.310 locuitori și o densitate de 22,84 pe km². Suprafața totală este de 865,07 km². Orașul a fost un oraș prosper datorită minei de cărbune când populația depășea 70.000 de locuitori, dar după închiderea minei densitatea populației a scăzut.

## Legături externe
Materiale media legate de municipiul Ashibetsu la Wikimedia Commons
1. ↑   (PDF), Geospatial Information Authority of Japan[*], p. 7 https://www.gsi.go.jp/KOKUJYOHO/MENCHO/backnumber/GSI-menseki20210101.pdf Lipsește sau este vid: |title= (ajutor)